# Kris Piekaerts
Kris Piekaerts (Bonheiden, 5 augustus 1976) is een Vlaams tv-figuur, bekend van zijn rubriek Kris & Yves. In deze rubriek in het programma Man bijt hond op de Vlaamse zender Eén deed hij samen met zijn collega Yves Vanlinthout dienst als vliegende reporter. In september 2006 kwam er een einde aan de rubriek.
Kris woont in Schiplaken (Boortmeerbeek) en heeft een mentale beperking. Tijdens de week gaat hij drie dagen naar het dagcentrum van vzw Rozemarijn.
In de Vlaamse film Buitenspel van Jan Verheyen vertolkte hij de rol van Marc, een licht verstandelijk gehandicapte jongen.
Sinds september 2022 na het overlijden van zijn vader en moeder verblijft hij in een assistentiewoning van het Hof van Villers te Mechelen.